# NFL 1936
Die NFL-Saison 1936 war die 17. Saison der US-amerikanischen Footballliga National Football League (NFL). Meister der Liga wurden die Green Bay Packers.
Vor Beginn der Saison wurde am 8. Februar 1936 in Philadelphia der erste NFL Draft abgehalten. Jay Berwanger wurde als erster Spieler von den Philadelphia Eagles ausgewählt.

## Tabelle

### Regular Season
| Eastern Division    | Eastern Division | Eastern Division | Eastern Division | Eastern Division | Eastern Division | Eastern Division |
| Team                | S                | N                | U                | SQ 1             | P+               | P−               |
| ------------------- | ---------------- | ---------------- | ---------------- | ---------------- | ---------------- | ---------------- |
| Boston Redskins     | 7                | 5                | 0                | 0,583            | 149              | 110              |
| Pittsburgh Pirates  | 6                | 6                | 0                | 0,500            | 98               | 187              |
| New York Giants     | 5                | 6                | 1                | 0,455            | 115              | 163              |
| Brooklyn Dodgers    | 3                | 8                | 1                | 0,273            | 92               | 161              |
| Philadelphia Eagles | 1                | 11               | 0                | 0,083            | 51               | 206              |

| Western Division  | Western Division | Western Division | Western Division | Western Division | Western Division | Western Division |
| Team              | S                | N                | U                | SQ 1             | P+               | P−               |
| ----------------- | ---------------- | ---------------- | ---------------- | ---------------- | ---------------- | ---------------- |
| Green Bay Packers | 10               | 1                | 1                | 0,909            | 248              | 118              |
| Chicago Bears     | 9                | 3                | 0                | 0,750            | 222              | 94               |
| Detroit Lions     | 8                | 4                | 0                | 0,667            | 235              | 102              |
| Chicago Cardinals | 3                | 8                | 1                | 0,273            | 74               | 143              |

### Play-offs
Das Championship Game fand am 13. Dezember 1936 auf den Polo Grounds in New York City statt. Es gewannen die Green Bay Packers gegen die Boston Redskins mit 21:6. Um mehr Zuschauer zu bekommen, verzichteten die Redskins auf ihr Heimrecht und spielten in New York.